# Valdecastillo
Valdecastillo es una localidad perteneciente al municipio de Boñar (provincia de León, situada al noroeste de España).
Tiene una población de 23 personas, 16 hombres y 7 mujeres (INE 2020)
| 56                         | 57 | 55 | 51 | 55 | 50 | 55 | 23 |
| (Fuente: [cita requerida]) |    |    |    |    |    |    |    |

## Ubicación

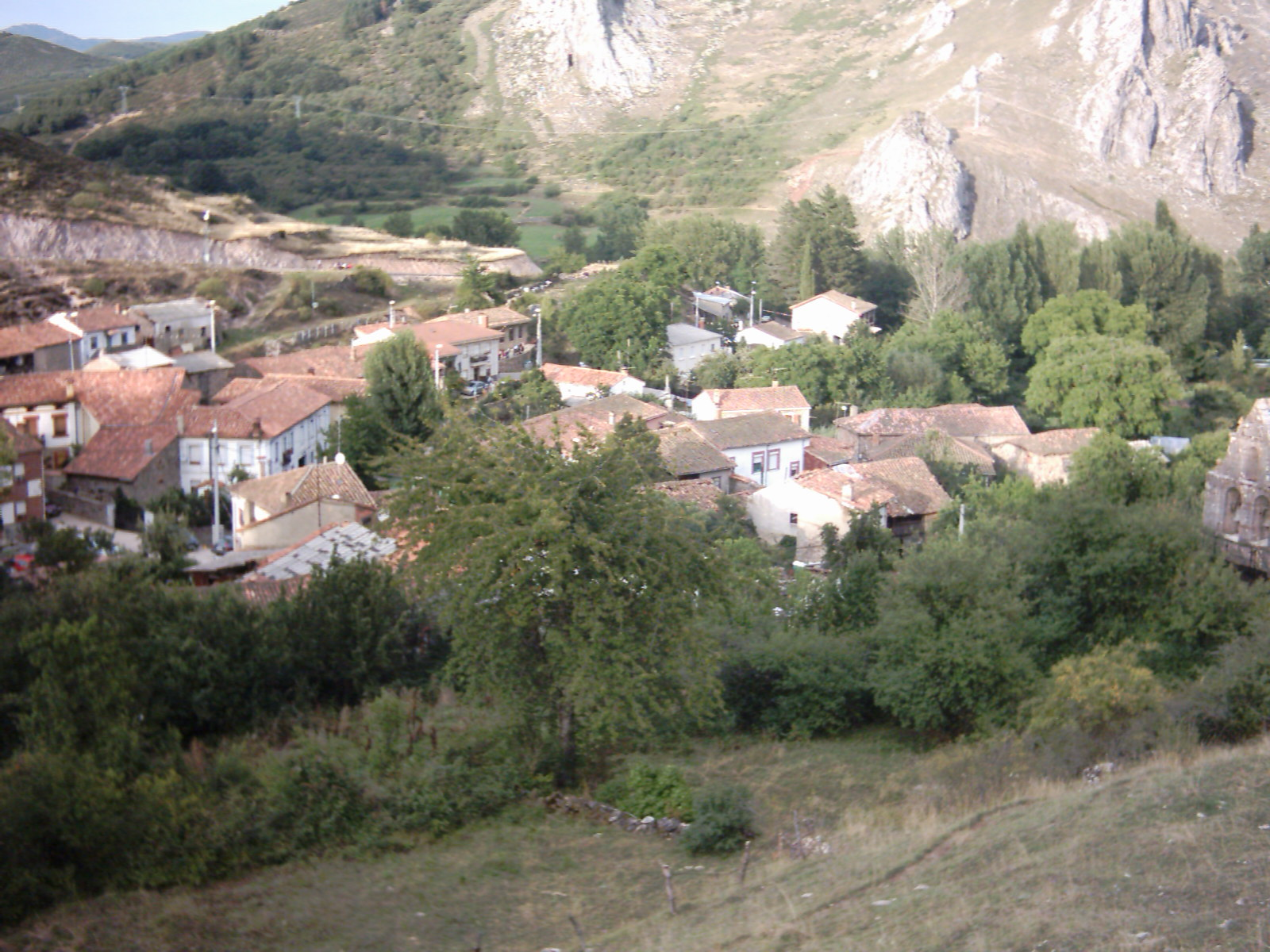
Vista de Valdecastillo desde el Sarrón Negro.

Valdecastillo está ubicado al norte de la provincia de León, a unos 50 km de la capital leonesa y a 5,1 km de Boñar.
Está cerca del embalse del Porma, y a escasos metros del río de mismo nombre, donde se puede practicar rafting y otro tipo de actividades.
La climatología es particularmente dura en los fríos y largos inviernos. El resto del año el tiempo es inestable, aunque generalmente la sensación térmica es de frío.
El pueblo está rodeado por núcleos montañosos, como se puede apreciar en la fotografía. En la actualidad los únicos recursos de la población se limitan prácticamente a la, cada vez más escasa, agricultura y ganadería; o a las explotaciones de sílice a cielo abierto.
Las fiestas patronales en honor a la Virgen de Lourdes han pasado de celebrarse los días 22 y 23 del mes de agosto a fijarse, según fechas, en el segundo o tercer fin de semana de dicho mes.

## Breve reseña histórica
El Valle del Castillo o Vallis-Castellum, surge por primera vez en el siglo XIII, cuando el rey Alfonso IX de León, decide donarlo al monasterio de San Salvador de Valdediós. Efectivamente, en el centro de la sierra se ubicaba el castillo que había mandado derribar el propio Alfonso IX, porque lo detentaba Alfonso VII, Rey de León. Además, junto a este torreón o castillo, se ubicaba la ermita de Sierracastillo. Por aquel entonces y casi hasta la actualidad, Valdecastillo pertenecía al concejo de Villa de Boñar y Vega de Valdediós. Su iglesia parroquial del siglo XVI, restaurada recientemente, está destinada a Santa Eulalia, existiendo en lo que antaño era el centro del pueblo la ermita de la Virgen de Lourdes (en la actualidad derruida).

## Enlace exsterno
- Wikimedia Commons alberga una categoría multimedia sobre Valdecastillo.

- Datos: Q6158683
- Multimedia: Valdecastillo / Q6158683